# 普門寺古墳群
普門寺古墳群（ふもんじこふんぐん）は、埼玉県美里町にある古墳群。
「切通古墳群」とも呼ばれている。標高約100メートルの尾根上および斜面上に、22基の円墳が分布している。古墳の内容は未発掘のため不明である。